# El Molino kommun
El Molino är en kommun i Colombia.   Den ligger i departementet La Guajira, i den norra delen av landet, 700 km norr om huvudstaden Bogotá. Antalet invånare är 7 315.